# Eleazar (hijo de Abinadab)
Eleazar, hijo de Abinadab (o Aminadab), era un habitante de Quiriat-Jearim y fue «consagrado» («apartado») para custodiar el Arca de la Alianza, mientras permanecía en la casa de su padre Abinadab tras su regreso del cautiverio filisteo. El Arca permaneció en la casa de Abinadab durante 20 años.